# Elena Porosniuc
Elena Porosniuc (cunoscută și ca Porozhnyuk sau Porojniuc; n. 22 octombrie 1987, Chișinău, RSS Moldovenească, URSS) este o fostă fotbalistă din Republica Moldova, care a jucat în poziția de fundaș. A făcut parte din echipa națională de fotbal feminin a Republicii Moldova (2005-2017) și a jucat la FC Narta ȘS Drăsliceni⁠(d) (2004-2006), Nadejda Noghinsk⁠(d) (2007-2008), Energhia Voronej⁠(d) (2009-2010) și Kubanocika Krasnodar⁠(d) (2011-2017). La sfârșitul sezonului 2017 s-a retras din activitate și a rămas la Kubanocika în calitate de antrenoare.